# Antillertangara
Antillertangara (Loxigilla noctis) är en fågel i familjen tangaror inom ordningen tättingar.

## Utseende och läte
Antillertangaran är en mörk finkliknande fågel. Hanen är svart med rött på strupe och undergump, medan honan är beigefärgad och grå med rostbrunt på vingar och undergump. Hanen liknar saintluciatangaran, men denna har ljusa ben och saknar det röda hos antillertangaran. Honan kan misstas för hona saintluciatangara eller hona sisitangaran, men den förra har grå hjässa, ej brun, och ljusa ben, medan den senare är olivgrön ovan, ej brun, och dessutom mindre. Den typiska sången består av en serie med tre till sju toner. Bland lätena hörs "chuk" och "tseet".

## Utbredning och systematik
Antillertangara förekommer i Små Antillerna och delas in i åtta underarter med följande utbredning:
- Loxigilla noctis coryi – Saint Kitts och Montserrat
- Loxigilla noctis ridgwayi – Anguilla, Saint Martin, Barbuda och Antigua
- Loxigilla noctis desiradensis – Desirade Island
- Loxigilla noctis dominicana – Guadeloupe, Marie Galante, Dominica och Iles des Saintes
- Loxigilla noctis noctis – Martinique
- Loxigilla noctis sclateri – Saint Lucia
- Loxigilla noctis crissalis – Saint Vincent
- Loxigilla noctis grenadensis – Grenada

### Familjetillhörighet
Liksom andra finkliknande tangaror placerades denna art tidigare i familjen Emberizidae. Genetiska studier visar dock att den är en del av tangarorna.

## Levnadssätt
Antillertangaran hittas i buskar och klängväxter i en rad olika miljöer. Den är på många ställen lätt att komma nära.

## Status
Arten har ett stort utbredningsområde och beståndet anses stabilt. Internationella naturvårdsunionen IUCN listar den därför som livskraftig (LC).

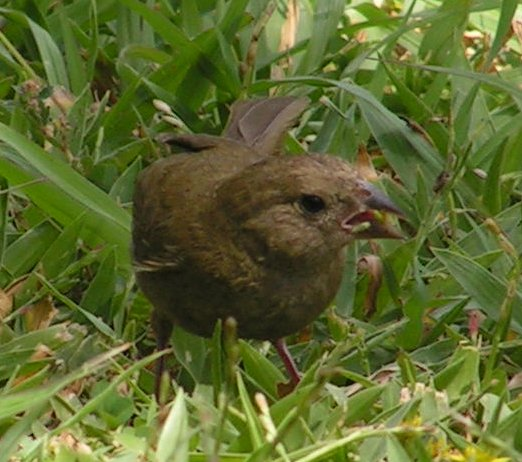
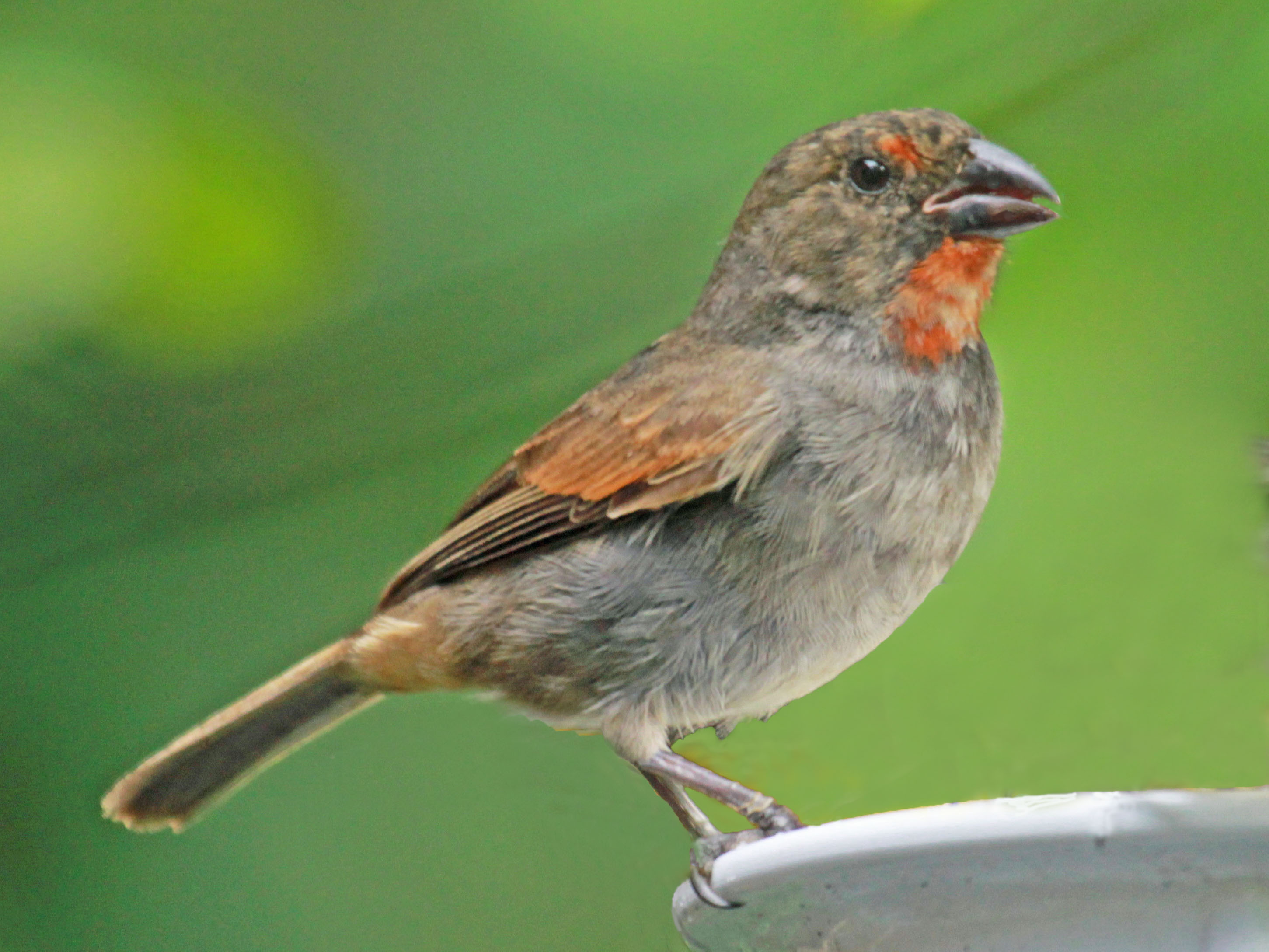